# Réserve naturelle nationale de Termit et de Tin-Toumma
La Réserve naturelle nationale de Termit et de Tin-Toumma est une réserve naturelle créée en 2012 et située au Niger.

## Description
Elle est située à l'est du Niger et a une superficie de 86 215 km2. Elle est consacrée à la protection de la biodiversité saharienne : 18 grands mammifères, 132 espèces d’oiseaux, des tortues, 32 espèces de reptiles entre autres.
La création de la réserve de Termit et Tin-Toumma est soutenue par les populations locales et le gouvernement nigérien. C'est la plus grande réserve naturelle d'Afrique.

## Historique
La réserve est créée le 6 mars 2012 par le Gouvernement du Niger.